# Нарикала
Нарика́ла (вернее, Нарин-кала; груз. ნარიყალა, ნარინ კალა «нижняя/маленькая крепость») — крепостной комплекс различных эпох в Старом Тбилиси, на правом скалистом берегу Куры.

## История

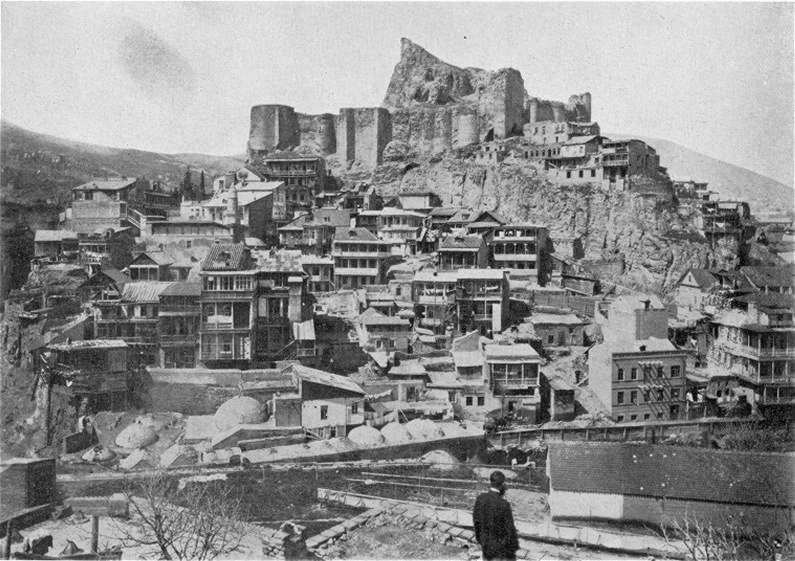
Нарикала в 1911 году

Точное время основания крепости в Тбилиси неизвестно, но в IV веке она уже существовала и называлась Шу́рис-Ци́хе (შურის ციხე «крепость-соперник»).
В эпоху позднего феодализма название Нарикала носила нижняя башня городской крепости, но позже перешло на всю цитадель.
При Давиде Строителе крепость была укреплена и расширена.
Крепость перестроена в XVI—XVII веках. Стены крепости спускались параллельно к реке, что, наряду с крепостью Метехи, расположенной на левом берегу, давало господствующее положение цитадели в регионе.

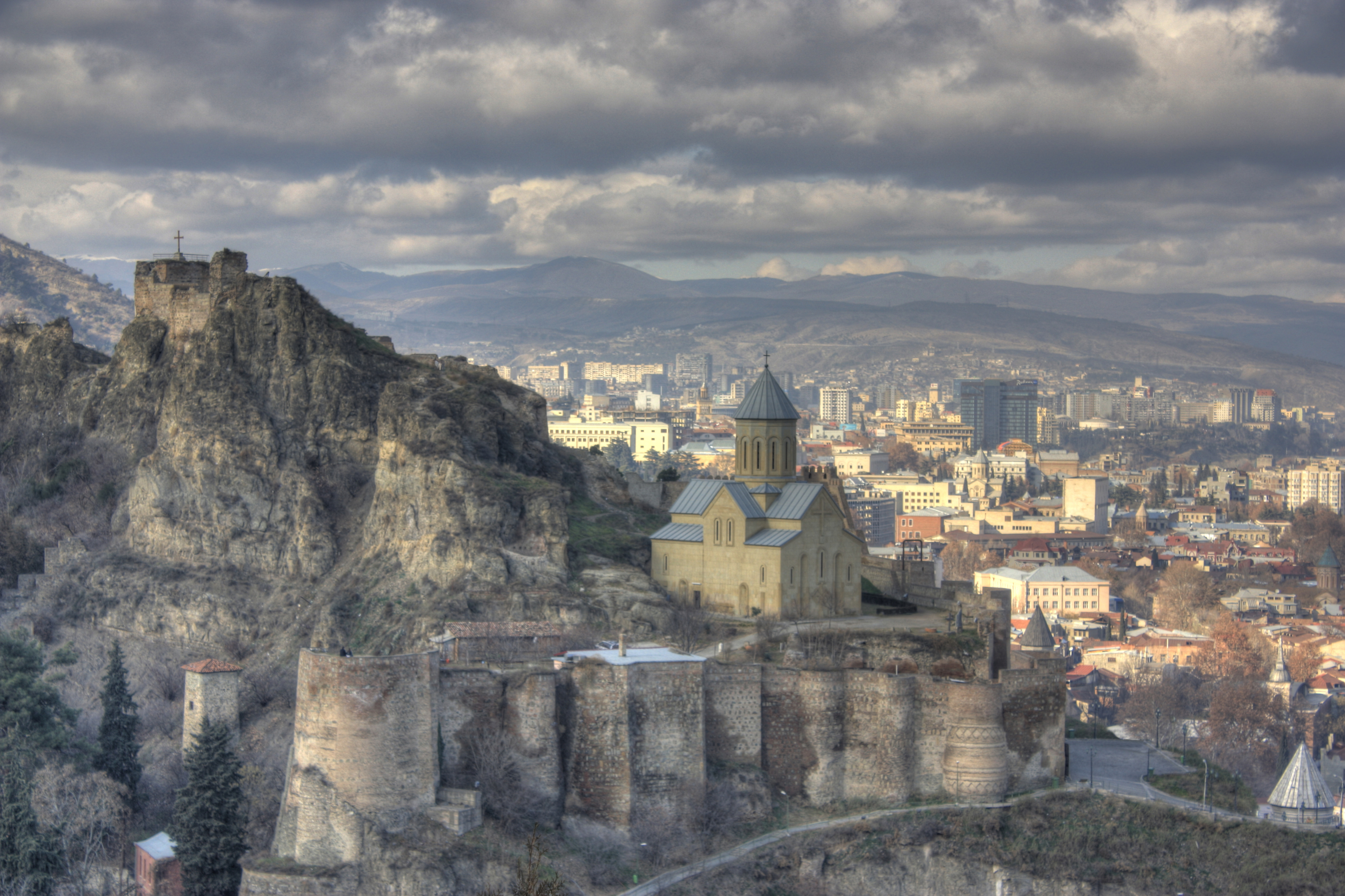
Нарикала и церковь Св. Николая

Близкий к современному вид тбилисская цитадель приобрела в XVII—XVIII веках, однако взрыв порохового склада в 1827 году нанёс ей невосполнимый урон.
К 1980-м годам от крепости сохранились часть четырёхугольной Стамбульской башни, возведённой в XVI веке, мощный остов башенного форта Шахтахти и другие менее важные постройки. Под руководством историко-этнографического музея Тбилиси Отара Ткешелашвили проводились археологические раскопки крепости Нарикала.
В 1996—1997 году предпринимались попытки реставрации Нарикалы, в частности, была отстроена церковь Св. Николая, существовавшая на территории крепости в XII веке. Её развалины обнаружили во время раскопок в 1967 году.
К Нарикале с другой стороны Куры из парка Рике протянута канатная дорога.